# Lourenço Rodrigues
Lourenço Rodrigues ou também conhecido por Lourenço Martins de Barbudo (? - 19 de Junho de 1364) foi um eclesiástico português.

## Biografia
Foi, sucessivamente, bispo da Guarda (1349-1356), bispo de Coimbra (1356-1358) e bispo de Lisboa (1359-1364).
Vagando a diocese de Lisboa em Agosto de 1358, por haver o bispo Reginaldo de Maubernard sido transferido para a diocese de Autun, D. Lourenço Rodrigues foi investido nas funções episcopais, no ano de 1359, de novo um português, Lourenço Rodrigues.
Procurou reformar o clero, publicando novas constituições sinodais (as quais fez jurar por todo o clero), visitando, para além disso, pessoalmente, toda a diocese ao longo dos cinco anos da sua prelatura.
Faleceu em 19 de Junho de 1364.
1. ↑  O percurso eclesiástico e político de Afonso Domingues de Linhares, bispo da Guarda (1364-1394) (1394-1397), por Mário Farelo, Centro de Estudios Segovianos: Instituto Diego de Colmenares, 2013, pág, 302